# I Won't Back Down
«I Won't Back Down» es una canción del músico estadounidense Tom Petty. Fue publicada el 24 de abril de 1989 como el sencillo principal de su álbum debut en solitario Full Moon Fever.

## Créditos y personal
Créditos adaptados desde las notas de álbum de Full Moon Fever.
Músicos
- Tom Petty – voz principal y coros, guitarra acústica
- Mike Campbell – guitarra eléctrica
- Jeff Lynne – guitarra bajo, sintetizador
- Phil Jones – batería, caja de ritmos
- George Harrison – guitarra acústica, coros
- Howie Epstein – coros

Personal técnico
- Jeff Lynne – productor
- Tom Petty – productor
- Mike Campbell – productor, ingeniero de audio
- Don Smith – ingeniero de audio
- Bill Bottrell – ingeniero de audio
- Alan “Bugs” Weidel – ingeniero asistente
- Steve Hall – masterización

## Posicionamiento

### Gráfica semanal
| Gráfica (1989)                    | Pico de posición |
| --------------------------------- | ---------------- |
| Alemania (Official German Charts) | 66               |
| Australia (Kent Music Report)     | 16               |
| Canadá (RPM Top Singles)          | 5                |
| Nueva Zelanda (Recorded Music NZ) | 49               |
| Reino Unido (UK Singles Chart)    | 28               |

### Gráfica de fin de año
| Gráfica (1989)                | Pico de posición |
| ----------------------------- | ---------------- |
| Australia (Kent Music Report) | 97               |
| Canadá (RPM Top Singles)      | 40               |

## Certificaciones y ventas
| País              | Certificación | Ventas  |
| ----------------- | ------------- | ------- |
| Reino Unido (BPI) | Plata         | 200,000 |